# جون نيلسون (مصارع رياضي)
جون نيلسون هو مصارع رياضي سويدي، ولد في 2 ديسمبر 1890 في مالمو في السويد، وتوفي في 10 أغسطس 1959 في Arlöv ‏ في السويد.

## وصلات خارجية
- جون نيلسون على موقع اللجنة الأولمبية الدولية (الإنجليزية)
- جون نيلسون على موقع أوليمبيديا (الإنجليزية)
- جون نيلسون على موقع اللجنة الأولمبية السويدية (السويدية)